# WTA New Jersey 1984
Il WTA New Jersey 1984 è stato un torneo di tennis giocato sul cemento. È stata la 7ª edizione del torneo, che fa parte del Virginia Slims World Championship Series 1984. Si è giocato a Mahwah negli USA dal 13 al 19 agosto 1984.

## Campionesse

### Singolare
Martina Navrátilová ha battuto in finale  Pam Shriver con il punteggio di 6–4, 4–6, 7–5

### Doppio
Martina Navrátilová /  Pam Shriver hanno battuto in finale  Jo Durie /   Ann Kiyomura con il punteggio di 7–6, 3–6, 6–2